# Попйолувка
Попйолувка (пол. Popiołówka) — село в Польщі, у гміні Корицин Сокульського повіту Підляського воєводства.
Населення — 124 особи (2011).
У 1975-1998 роках село належало до Білостоцького воєводства.

## Демографія
Демографічна структура станом на 31 березня 2011 року:
|          | Загалом | Допрацездатний вік | Працездатний вік | Постпрацездатний вік |
| -------- | ------- | ------------------ | ---------------- | -------------------- |
| Чоловіки | 66      | 9                  | 50               | 7                    |
| Жінки    | 58      | 6                  | 30               | 22                   |
| Разом    | 124     | 15                 | 80               | 29                   |